# 梅尔蒂纳
梅尔蒂纳（義大利語：Meltina），是意大利波尔扎诺自治省的一个市镇。总面积36平方公里，人口1610人，人口密度44.7人/平方公里（2009年）。ISTAT代码为021050。